# Merionoeda congolensis
Merionoeda congolensis là một loài bọ cánh cứng trong họ Cerambycidae.